# Ор Барух
Ор Барух (івр. אור ברוך, нар. 29 листопада 1991, Хайфа) — ізраїльський футболіст, нападник клубу «Бней-Єгуда». Виступав, зокрема, за клуби «УАНЛ Тигрес» та «Чикаго Файр», а також молодіжну збірну Ізраїлю.

## Клубна кар'єра
Народився 29 листопада 1991 року в місті Хайфа. Вихованець юнацьких команд футбольних клубів «Чивас США» та «УАНЛ Тигрес».
У дорослому футболі дебютував 2011 року виступами за команду клубу «УАНЛ Тигрес». Своєю грою за цю команду привернув увагу представників тренерського штабу клубу «Чикаго Файр», до складу якого приєднався того ж року. Відіграв за команду з Чикаго наступний сезон своєї ігрової кар'єри. Більшість часу, проведеного у складі «Чикаго Файр», був основним гравцем атакувальної ланки команди.
До складу клубу «Бней-Єгуда» приєднався 2012 року. Наразі встиг відіграти за тель-авівську команду 16 матчів в національному чемпіонаті.

## Виступи за збірну
Протягом 2011–2013 років залучався до складу молодіжної збірної Ізраїлю. На молодіжному рівні зіграв у 8 офіційних матчах, забив 4 голи.